# Jubilee Road (альбом)
Jubilee Road — третій студійний альбом британського музиканта та автора пісень Тома Оделла, представлений 26 жовтня 2018 року під лейблом Columbia. Дебютний сингл альбому під назвою «If You Wanna Love Somebody» було представлено 14 червня 2018 року.

## Передісторія
Анонс альбому відбувся 22 червня 2018 року. На написання пісень Оделла надихнули сусіди, із якими жив музикант на одній із вулиць Лондона. Про цей період Том зазначав: «На той час я насправді думав про те, щоб взяти перерву від музики, роздумував припинити роботу протягом наступних шести місяців, проте я переїхав у цей будинок і відчув натхнення від сусідів та спільноти, в якій я проживав та написав альбом достатньо швидко». Окрім спільноти людей, із якими стикався в той час, Оделл черпав натхнення також із власного життя: «Найкраще, як я можу це описати, це ніби існують певні персонажі в певних піснях — зокрема, у пісні «Son of an Only Child» я уявляю няню із хлопчиком, який згодом дорослішає і стає частиною втраченого покоління і починає злитись. В іншій пісні [«Queen of Diamonds»] я уявляю людину, залежну від азартних ігор, яка відчайдушно грає і намагається задовольнити свою залежність, а також когось іншого,  тому що він думає, що це його врятує. В цьому всьому є речі, які я спостерігав, а також це частково і я, і речі, які відбувались зі мною».

## Список пісень
| #     | Назва                                       | Автор                   | Продюсер(и)               | Тривалість |
| ----- | ------------------------------------------- | ----------------------- | ------------------------- | ---------- |
| 1.    | «Jubilee Road»                              | Том Оделл Ендрю Берроус | Том Оделл Бен Бепті       | 5:13       |
| 2.    | «If You Wanna Love Somebody»                | Оделл                   | Оделл Бепті               | 4:22       |
| 3.    | «Son of an Only Child»                      | Оделл                   | Оделл Бепті               | 4:35       |
| 4.    | «You're Gonna Break My Heart Tonight»       | Оделл                   | Оделл Бепті               | 4:38       |
| 5.    | «China Dolls»                               | Оделл                   | Оделл Бепті               | 4:00       |
| 6.    | «Queen of Diamonds»                         | Оделл                   | Оделл Бепті               | 3:34       |
| 7.    | «Half as Good as You»                       | Оделл                   | Оделл Ендрю Барроус Бепті | 3:30       |
| 8.    | «Go Tell Her Now»                           | Оделл Джонні Латімер    | Оделл Бепті               | 3:51       |
| 9.    | «Don't Belong in Hollywood»                 | Оделл                   | Оделл Бепті               | 3:55       |
| 10.   | «Wedding Day»                               | Оделл                   | Оделл Бепті               | 4:16       |
| 11.   | «If You Wanna Love Somebody» (сингл-версія) | Оделл                   | Оделл Мартін Теріфе Бепті | 3:54       |
| 46:46 |                                             |                         |                           |            |

## Чарти
| Чарт (2018)                                  | Найвища позиція |
| -------------------------------------------- | --------------- |
| Австрія Austrian Albums (Ö3 Austria)         | 53              |
| Бельгія Belgian Albums (Ultratop Flanders)   | 56              |
| Бельгія Belgian Albums (Ultratop Wallonia)   | 126             |
| Нідерланди Dutch Albums (MegaCharts)         | 30              |
| Німеччина German Albums (Offizielle Top 100) | 66              |
| Ірландія Irish Albums (IRMA)                 | 27              |
| Польща Polish Albums (ZPAV)                  | 44              |
| Шотландія Scottish Albums (OCC)              | 5               |
| Швейцарія Swiss Albums (Schweizer Hitparade) | 20              |
| Велика Британія UK Albums (OCC)              | 5               |